# Minnesota (rijeka)
Minnesota je rijeka u SAD-u, desna pritoka rijeke Mississippi. Minnesota je duga 595 km,izvire iz jezera Big Stone, a u Mississippi se ulijeva nedaleko od gradova Minneapolis i Saint Paul.

## Vanjske poveznice
|  | Zajednički poslužitelj ima još gradiva o temi Minnesota (rijeka) |